# The Keeping Room
The Keeping Room is een Amerikaanse film uit 2014, geregisseerd door Daniel Barber.

## Verhaal
Drie vrouwen die tijdens de laatste dagen van de Amerikaanse Burgeroorlog alleen zijn achtergelaten op een afgelegen boerderij, worden bestormd door een paar moorddadige Unie-verkenners.

## Rolverdeling
| Acteur           | Personage |
| ---------------- | --------- |
| Brit Marling     | Augusta   |
| Hailee Steinfeld | Louise    |
| Muna Otaru       | Mad       |
| Sam Worthington  | Moses     |
| Kyle Soller      | Henry     |

## Productie
De film werd aangekondigd in oktober 2012. Het script van Julia Harts is geïnspireerd doordat ze hoorde dat haar vrienden twee skeletten uit de burgeroorlog in hun achtertuin hadden en zich afvroeg hoe ze daar terechtkwamen.  Olivia Wilde die aanvankelijk de hoofdrol in de film zou spelen, werd vervangen door de Brit Marling. Sam Worthington rondde de cast in april 2013 af. De opnames begonnen in juni 2013 in Boekarest, Roemenië, en eindigde op 18 juli 2013.
De film ging in première op 8 september 2014 op het Internationaal filmfestival van Toronto. De film werd op 25 september 2015 in de Amerikaanse bioscopen uitgebracht door Drafthouse Films.

## Ontvangst
De film werd op Rotten Tomatoes beoordeeld met een waarde van 74% en een gemiddelde score van 6,40/10, gebaseerd op 85 recensies. Op Metacritic heeft de film een gemiddelde score van 58/100, gebaseerd op 21 recensies.